# Notharctinae
A Notharctinae alcsalád a Notharctidae család észak-amerikai ágazata az eocén korai szakaszában, 55-34 millió évvel ezelőtt. Az alcsaládot hat nem alkotja. Kihalásukkal párhuzamosan az amerikai középső eocénben más főemlőstípusok tűntek fel.
Az alcsaládot alkotó nemek korlátozott elterjedésűek.

## Rendszertan
- Notharctidae
  - Cercamoniinae
  - Notharctinae
    - Cantius
    - Copelemur
    - Hesperolemur
    - Notharctus típusnem
    - Pelycodus
    - Smilodectes